# Scottish Championship 2021-2022
La Scottish Championship 2021-2022 è stata la nona edizione dell'omonima competizione e la 116ª edizione totale della seconda serie del campionato di calcio scozzese. La stagione è iniziata il 31 luglio 2021 e si è conclusa il 29 aprile 2022. Il Kilmarnock ha vinto il torneo per la terza volta nella sua storia ed è stato promosso in Premiership.

## Stagione

### Novità
Dalla Scottish Premiership 2020-2021 sono retrocessi l'Hamilton Academical e il Kilmarnock (quest'ultimo dopo spareggio), mentre dalla Scottish League One è stato promosso il Partick Thistle. Queste squadre sostituiscono rispettivamente Hearts e Dundee (promossi in Premiership) e Alloa Athletic (retrocesso in League One).

### Regolamento
Il campionato è composto di 10 squadre che si affrontano in doppi gironi di andata e ritorno per un totale di 36 giornate.

La prima classificata viene promossa direttamente in Scottish Premiership. La 2ª, la 3ª e la 4ª classificata e l'11ª classificata della Scottish Premiership 2021-2022 si affrontano nei playoff per un posto in Scottish Premiership.

L'ultima classificata viene retrocessa direttamente in Scottish League One. La 9ª classificata partecipa ai playoff per un posto in Scottish Championship assieme alla 2ª, alla 3ª e alla 4ª classificata in Scottish League One 2021-2022.

## Squadre partecipanti
| Squadra             | Città       | Stadio             | Stagione precedente                                          |
| ------------------- | ----------- | ------------------ | ------------------------------------------------------------ |
| Arbroath            | Arbroath    | Gayfield Park      | 7º posto in Scottish Championship                            |
| Ayr Utd             | Ayr         | Somerset Park      | 8º posto in Scottish Championship                            |
| Dunfermline         | Dunfermline | East End Park      | 4º posto in Scottish Championship                            |
| Greenock Morton     | Greenock    | Cappielow Park     | 9º posto in Scottish Championship                            |
| Hamilton Academical | Hamilton    | New Douglas Park   | 12º posto in Scottish Premiership, retrocesso                |
| Inverness           | Inverness   | Caledonian Stadium | 5º posto in Scottish Championship                            |
| Kilmarnock          | Kilmarnock  | Rugby Park         | 11º posto in Scottish Premiership, retrocesso dopo spareggio |
| Partick Thistle     | Glasgow     | Firhill Stadium    | 1º posto in Scottish League One, promosso                    |
| Queen of the South  | Dumfries    | Palmerston Park    | 6º posto in Scottish Championship                            |
| Raith Rovers        | Kirkcaldy   | Stark's Park       | 3º posto in Scottish Championship                            |

## Classifica finale
|  | Pos. |                     | Pt | G  | V  | N  | P  | GF | GS | DR  |
|  | ---- | ------------------- | -- | -- | -- | -- | -- | -- | -- | --- |
|  | 1.   | Kilmarnock          | 67 | 36 | 20 | 7  | 9  | 50 | 27 | +23 |
|  | 2.   | Arbroath            | 65 | 36 | 17 | 14 | 5  | 54 | 28 | +26 |
|  | 3.   | Inverness           | 59 | 36 | 16 | 11 | 9  | 53 | 34 | +19 |
|  | 4.   | Partick Thistle     | 52 | 36 | 14 | 10 | 12 | 46 | 40 | +6  |
|  | 5.   | Raith Rovers        | 50 | 36 | 12 | 14 | 10 | 44 | 44 | 0   |
|  | 6.   | Hamilton Academical | 42 | 36 | 10 | 12 | 14 | 38 | 53 | -15 |
|  | 7.   | Greenock Morton     | 40 | 36 | 9  | 13 | 14 | 36 | 47 | -11 |
|  | 8.   | Ayr Utd             | 39 | 36 | 9  | 12 | 15 | 39 | 52 | -13 |
|  | 9.   | Dunfermline         | 35 | 36 | 7  | 14 | 15 | 36 | 53 | -17 |
|  | 10.  | Queen of the South  | 33 | 36 | 8  | 9  | 19 | 36 | 54 | -18 |

Legenda:

      Campione di Championship e promossa in Premiership 2022-2023
      Promossa in Premiership 2022-2023 dopo spareggio
      Retrocessa in League One 2022-2023
Tre punti a vittoria, uno a pareggio, zero a sconfitta.
La classifica viene stilata secondo i seguenti criteri:
- Punti conquistati
- Differenza reti generale
- Reti totali realizzate
- Punti realizzati negli scontri diretti
- Differenza reti negli scontri diretti
- Reti realizzate negli scontri diretti
- play-off (solo per definire la promozione, la retrocessione e i playoff)

## Spareggi

### Play-off Premiership/Championship

#### Quarto di finale
| Andata:       |                 |       |                 |                               |
| 3 maggio 2022 | Partick Thistle | 1 – 2 | Inverness       | Glasgow, Firhill Stadium      |
| Ritorno:      |                 |       |                 |                               |
| 6 maggio 2022 | Inverness       | 1 – 0 | Partick Thistle | Inverness, Caledonian Stadium |

#### Semifinale
| Andata:        |           |                    |           |                               |
| 10 maggio 2022 | Inverness | 0 – 0              | Arbroath  | Inverness, Caledonian Stadium |
| Ritorno:       |           |                    |           |                               |
| 13 maggio 2022 | Arbroath  | 0 – 0 (3-5 d.c.r.) | Inverness | Arbroath, Gayfield Park       |

#### Finale

##### Andata
| Arbitro: | Bobby Madden (East Kilbride) |

|                         |           |                         |
| McAlear 73’ McAlear 80’ | Marcatori | 18’ Rooney 24’ Hallberg |

##### Ritorno
| Arbitro: | Nick Walsh (Derry) |

|                                              |           |  |
| May 46’ MacPherson 53’ Hendry 88’ Rooney 90’ | Marcatori |  |

### Play-off Championship/League One

#### Semifinali
| Andata:       |               |                |               |                            |
| 3 maggio 2022 | Montrose      | 1 – 0          | Airdrieonians | Montrose, Links Park       |
| 4 maggio 2022 | Queen's Park  | 0 – 0          | Dunfermline   | Glasgow, Firhill Stadium   |
| Ritorno:      |               |                |               |                            |
| 7 maggio 2022 | Airdrieonians | 6 – 4 (d.t.s.) | Montrose      | Airdrie, Excelsior Stadium |
| 7 maggio 2022 | Dunfermline   | 0 – 1          | Queen's Park  | Dunfermline, East End Park |

#### Finale
| Andata:        |               |                |               |                            |
| 12 maggio 2022 | Queen's Park  | 1 – 1          | Airdrieonians | Glasgow, Firhill Stadium   |
| Ritorno:       |               |                |               |                            |
| 15 maggio 2022 | Airdrieonians | 1 – 2 (d.t.s.) | Queen's Park  | Airdrie, Excelsior Stadium |